# Genrich Saulovič Gabaj
Genrich Saulovič Gabaj (Mosca, 6 ottobre 1923 – New York, 20 novembre 2003) è stato un regista sovietico.

## Filmografia parziale

### Regista
- 49 dnej (1962)
- Imenem revoljucii (1963)
- Lebedev protiv Lebedeva (1965)
- Vremja sčastlivych nachodok (1969)
- Bez trёch minut rovno (1972)